# Syninge
Syninge är en bebyggelse i Husby-Sjuhundra socken, Norrtälje kommun. Bebyggelsen har sedan 1990 sett som en del av byn och småorten Husby. Denna småort delades i två småorter 2015, varvid den i Syninge kom att behålla den småortskod, S0677, som Husby haft sedan 2015. Detta medan Husby fick en ny småortskod. Vid avgränsningen 2020 klassades bebyggelsen återigen gemensam och då en tätort med namnet Husby-Sjuhundra.